# Harry Lampert
Harry Lampert, né le 3 novembre 1916 et mort le 13 novembre 2004, est un auteur américain de bande dessinée connu pour avoir créé le super-héros Flash.

## Biographie
Harry Lampert naît le 3 novembre 1916 à New York. Après avoir travaillé dès 1932 aux studios Fleisher comme encreur sur les dessins animés Betty Boop et Popeye, Harry Lampert est engagé par All-American Publications pour dessiner des comics et surtout des dessins humoristiques. En janvier 1940, il y crée, avec Gardner Fox au scénario, le super-héros Flash publié dans le comics Flash comics avec d'autres histoires à l'intérieur. Il reste cependant sur cette série uniquement pour cinq épisodes. Il continue à travailler pour DC Comics et All-American Publications avec des séries comme Red, White and Blue et The King. Il engage alors Johnny Craig comme assistant. jusqu'en 1941 quand il est appelé sous les drapeaux. Après guerre, il se spécialise dans les comic books d'humour. Parallèlement il réalise des dessins humoristiques publiées dans des revues telles que Le Time, Esquire, The New York Times, etc. Il est aussi professeur à la New York School of Visual Arts à New York de 1947 à 1951  et fonde une agence de publicité. Celle-ci est une réussite et remporte plusieurs prix décernés par la profession. Il prend sa retraite en 1976 et passe alors son temps à se consacre au bridge auquel il consacre plusieurs ouvrages. Il donne aussi des conférences sur ce jeu lors de croisières. À partir des années 1990, il participe à des festivals de bandes dessinées où il vend des recréations de ces œuvres des années 1940. Il meurt le 13 novembre 2004, à Boca Raton en Floride d'une hémorragie cérébrale à la suite d'un cancer du cerveau.